# Skupina 959
Skupina 959 je bila vojaška enota Vietnamske ljudske armade, ki je delovala med vietnamsko vojno.
Skupina je bila ustanovljena za potrebe oskrbovanja Pathet Laoa v Laosu.